# Alcidion quadriguttatum
Alcidion quadriguttatum es una especie de escarabajo longicornio del género Alcidion, tribu Acanthocinini, subfamilia Lamiinae. Fue descrita científicamente por Aurivillius en 1920.
El período de vuelo de la especie se presenta durante los meses de febrero, marzo, abril, mayo, junio, septiembre, octubre, noviembre y diciembre.

## Descripción
Mide 10-14 milímetros de longitud.

## Distribución
Se distribuye por Brasil.